# Taxus suillus
Œuvres principales
- La Vénerie de Jacques du Fouilloux, gentilhomme, seigneur dudit lieu, pays de Gastine, en Poitou... avec plusieurs receptes et remèdes pour guérir les chiens de diverses maladies (troisième édition). Plus L'Adolescence de l'autheur

Le porchin (Taxus suillus), également désigné sous le nom de « blaireau-porc », désignait une hypothétique espèce de blaireau vivant en Europe aux côtés du blaireau européen (Meles meles). Son existence remise en cause dès le XVIIIe siècle dans l’Histoire naturelle de Buffon, son image a aujourd’hui relativement disparue de l’imaginaire populaire.

## Description
Dans les manuels de vénerie du XVIe siècle jusqu’au milieu du XIXe siècle, certains auteurs distinguaient deux espèces de blaireaux : le « blaireau-chien » (Taxus caninus), également désigné sous le nom de « chenin », correspondant au blaireau européen tel qu’il est perçu actuellement, et une autre, plus rare, désignée sous le nom de « blaireau-porc » ou « porchin ». 
Les taxus suillus se distinguent par leur museau semblable à celui d'un porc. Ils sont également plus gros, au corps plus trapu et allongé et au cou très court. Ils ont le poil rude et plus blanchâtre, particulièrement sur le nez et la gorge. Il est dit que l'espèce taxus suillus a parfois été considérée comme ayant le pied fourchu. 
Les porchins creusent leurs terriers dans des lieux sablonneux et peu profonds afin de ressentir la chaleur du soleil. L’espèce est généralement plus statique, et reste davantage à proximité du terrier que les chenins et n’ont pas l’habitude de prédateur leur proies. Ils creusent leur latrines à proximité de leur terrier à l’aide de leur groin. Les deux espèces s’évitent généralement et ne se trouvent pas à proximité l’une de l’autre.

## Dans la littérature
La classification du blaireau en deux entités distinctes existait déjà dans le milieu cynégétique au cours du XVIIe siècle, mais c’est notamment dans des productions littéraires à visée pédagogique que l’animal fut mentionné : Jacques du Fouilloux, dans son ouvrage consacré à la vénerie publié en 1561, distingue les deux types de blaireaux qu'il nomme respectivement « porchins » et « chenins ». Les « porchins » se différencient par leur pelage plus clair, un corps plus massif et des caractéristiques spécifiques telles qu’un nez et une tête plus gros. Ils préfèrent creuser leurs tanières dans des sols sablonneux, souvent exposés au soleil, et se nourrissent de charognes et de petits gibiers comme les lapins ou même les porcelets. Par contraste, les « chenins » sont décrits comme plus petits, plus sombres et plus agressifs. Ils habitent des terrains rocheux ou argileux, où ils creusent des terriers profonds et étroits. Cette distinction entre ces deux « espèces » de blaireaux est reprise par divers auteurs au fil du temps dans de nombreux dictionnaires et même fait l’objet d’illustrations, notamment dans le bestiaire d'Ulisse Aldrovondi publié au cours du XVIIe siècle. 
Cette division était encore d’actualité presque deux siècles plus tard, au point de susciter l’intérêt de différents zoologues : dans son septième tome de  l’Histoire naturelle et particulière, Buffon, après avoir effectué des recherches et analysé la littérature faisant mention de cet animal suite à des témoignages qui lui ont personnellement été adressés, a relevé le manque de sérieux avec lequel les différents auteurs traînaient les informations concernant l’animal, qui se contentaient de recopier sans discernement les auteurs précédents, concluant qu'il n'existe en réalité qu'une seule espèce de blaireau en Europe. Parallèlement au systema naturae de Linné, les mentions du blaireau-porc européen se feront de plus en plus rares, malgré les différentes rééditions de l’ouvrage de Jacques du Fouilloux jusqu’au milieu du XXe siècle.

## Explications

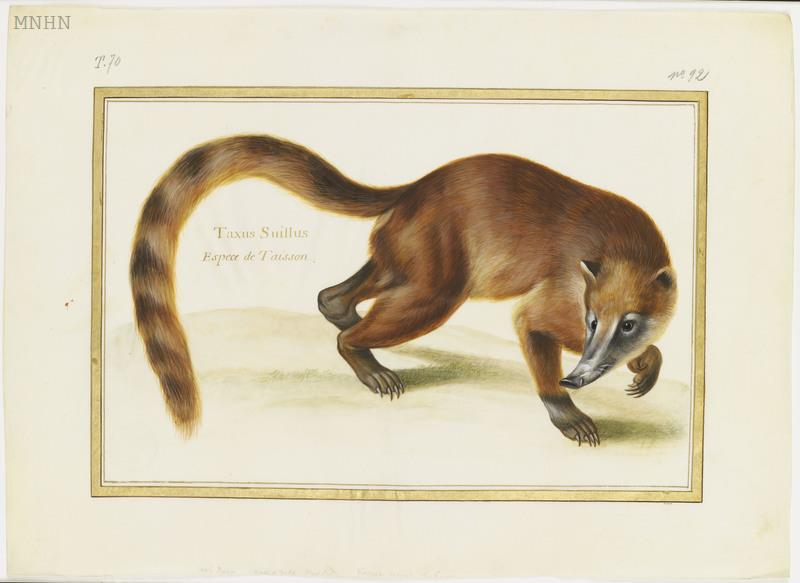
Gravure d’un coati roux (Nasua nasua) identifié en tant que Taxus suillus.

La première chose qui saute aux yeux, sur les illustrations censées représenter le porchin, sont une étonnante ressemblance avec d’autres animaux réels, et plus particulièrement le coati (d'Amérique du sud), de par la forme du museau, mais surtout celle de la queue toute en longueur. Des similarités qui n’ont pas manqué de faire réagir différents auteurs, mettant à mal la véracité de l’existence du blaireau-porc bien avant la sortie de l’œuvre de Buffon, même si ce dernier, en nuance, a tenu à rappeler que cette espèce était supposée se trouver en Europe.
Toutefois selon le géologue Paul Cazalis de Fondouce, les descriptions de Jacques du Fouilloux pourraient trouver une justification dans des différences d'âge ou de condition physique entre les individus de l’espèce Meles meles. Ainsi, les « porchins », décrits comme plus massifs et robustes, pourraient correspondre à des blaireaux européens plus âgés ou vivant dans des environnements favorables à une plus grande corpulence. 
Une autre origine probable de l’existence de la division du blaireau en deux espèces distinctes pourrait également venir de témoignages d’Européens partis en voyages en Chine, ayant consulté des encyclopédies de pharmacopées sur place, comme le Bencao gangmu, relatant l’existence de deux espèces de blaireaux reprenant les terminologies utilisées en Europe. Deux genres de blaireaux existent en Asie de l’Est : Les balisaurs, du genre Arctonyx, désignés en chinois sous le nom de zhū huān (豬獾  ; « blaireau-porc ») ; et le blaireau d’Asie, du genre Meles, vivant dans la même zone géographique, est désigné sous le nom de gǒu huān (狗獾 ; « blaireau-chien »). Toutefois, aucune source et aucune recherche ne permettent de faire le lien entre les deux ni de corroborer ce raisonnement.